# Rhinotermitidae
Famille
Les Rhinotermitidae sont une famille de termites.

## Liste des sous-familles
Selon BioLib (21 juillet 2018) :
- Coptotermitinae Holmgren, 1910
- Heterotermitinae Froggatt, 1897
- Prorhinoterminae Quennedey & Deligne, 1975
- Psammotermitinae Holmgren, 1911
- Rhinotermitinae Froggatt, 1897
- Stylotermitinae Holmgren & Holmgren, 1917
- Termitogetoninae Holmgren, 1910

## Liste des sous-familles et genres
Selon ITIS (21 juillet 2018) :
- sous-famille Coptotermitinae Holmgren, 1910
  - genre Coptotermes Wasmann, 1896
- sous-famille Heterotermitinae Froggatt, 1897
  - genre Heterotermes Froggatt, 1896
  - genre Reticulitermes Holmgren, 1913
- sous-famille Prorhinotermitinae Quennedy & Deligne, 1975
  - genre Prorhinotermes Silvestri, 1909